# 切尔奇文托
切尔奇文托（義大利語：Cercivento），是意大利乌迪内省的一个市镇。总面积15平方公里，人口714人，人口密度47.6人/平方公里（2009年）。ISTAT代码为030022。